# Leptoclinides multilobatus
Leptoclinides multilobatus is een zakpijpensoort uit de familie van de Didemnidae. De wetenschappelijke naam van de soort is voor het eerst geldig gepubliceerd in 1954 door Kott.